# Lista planetelor minore: 84001–85000
| Nume                                            | Denumire provizorie                             | Data descoperirii                               | Locul descoperirii                              | Descoperitor(i)                                 |                                                 |                                                 |                                                 |                                                 |                                                 |                                                 |                                                 |                                                 |                                                 |                                                 |                                                 |                                                 |                                                 |                                                 |                                                 |                                                 |                                                 |                                                 |                                                 |                                                 |                                                 |                                                 |                                                 |                                                 |                                                 |                                                 |                                                 |                                                 |                                                 |                                                 |                                                 |                                                 |                                                 |                                                 |                                                 |                                                 |                                                 |                                                 |                                                 |                                                 |                                                 |                                                 |                                                 |                                                 |                                                 |
| 84001–84100 Lista planetelor minore/84001–84100 | 84001–84100 Lista planetelor minore/84001–84100 | 84001–84100 Lista planetelor minore/84001–84100 | 84001–84100 Lista planetelor minore/84001–84100 | 84001–84100 Lista planetelor minore/84001–84100 | 84101–84200 Lista planetelor minore/84101–84200 | 84101–84200 Lista planetelor minore/84101–84200 | 84101–84200 Lista planetelor minore/84101–84200 | 84101–84200 Lista planetelor minore/84101–84200 | 84101–84200 Lista planetelor minore/84101–84200 | 84201–84300 Lista planetelor minore/84201–84300 | 84201–84300 Lista planetelor minore/84201–84300 | 84201–84300 Lista planetelor minore/84201–84300 | 84201–84300 Lista planetelor minore/84201–84300 | 84201–84300 Lista planetelor minore/84201–84300 | 84301–84400 Lista planetelor minore/84301–84400 | 84301–84400 Lista planetelor minore/84301–84400 | 84301–84400 Lista planetelor minore/84301–84400 | 84301–84400 Lista planetelor minore/84301–84400 | 84301–84400 Lista planetelor minore/84301–84400 | 84401–84500 Lista planetelor minore/84401–84500 | 84401–84500 Lista planetelor minore/84401–84500 | 84401–84500 Lista planetelor minore/84401–84500 | 84401–84500 Lista planetelor minore/84401–84500 | 84401–84500 Lista planetelor minore/84401–84500 | 84501–84600 Lista planetelor minore/84501–84600 | 84501–84600 Lista planetelor minore/84501–84600 | 84501–84600 Lista planetelor minore/84501–84600 | 84501–84600 Lista planetelor minore/84501–84600 | 84501–84600 Lista planetelor minore/84501–84600 | 84601–84700 Lista planetelor minore/84601–84700 | 84601–84700 Lista planetelor minore/84601–84700 | 84601–84700 Lista planetelor minore/84601–84700 | 84601–84700 Lista planetelor minore/84601–84700 | 84601–84700 Lista planetelor minore/84601–84700 | 84701–84800 Lista planetelor minore/84701–84800 | 84701–84800 Lista planetelor minore/84701–84800 | 84701–84800 Lista planetelor minore/84701–84800 | 84701–84800 Lista planetelor minore/84701–84800 | 84701–84800 Lista planetelor minore/84701–84800 | 84801–84900 Lista planetelor minore/84801–84900 | 84801–84900 Lista planetelor minore/84801–84900 | 84801–84900 Lista planetelor minore/84801–84900 | 84801–84900 Lista planetelor minore/84801–84900 | 84801–84900 Lista planetelor minore/84801–84900 | 84901–85000 Lista planetelor minore/84901–85000 | 84901–85000 Lista planetelor minore/84901–85000 | 84901–85000 Lista planetelor minore/84901–85000 | 84901–85000 Lista planetelor minore/84901–85000 | 84901–85000 Lista planetelor minore/84901–85000 |
| ----------------------------------------------- | ----------------------------------------------- | ----------------------------------------------- | ----------------------------------------------- | ----------------------------------------------- | ----------------------------------------------- | ----------------------------------------------- | ----------------------------------------------- | ----------------------------------------------- | ----------------------------------------------- | ----------------------------------------------- | ----------------------------------------------- | ----------------------------------------------- | ----------------------------------------------- | ----------------------------------------------- | ----------------------------------------------- | ----------------------------------------------- | ----------------------------------------------- | ----------------------------------------------- | ----------------------------------------------- | ----------------------------------------------- | ----------------------------------------------- | ----------------------------------------------- | ----------------------------------------------- | ----------------------------------------------- | ----------------------------------------------- | ----------------------------------------------- | ----------------------------------------------- | ----------------------------------------------- | ----------------------------------------------- | ----------------------------------------------- | ----------------------------------------------- | ----------------------------------------------- | ----------------------------------------------- | ----------------------------------------------- | ----------------------------------------------- | ----------------------------------------------- | ----------------------------------------------- | ----------------------------------------------- | ----------------------------------------------- | ----------------------------------------------- | ----------------------------------------------- | ----------------------------------------------- | ----------------------------------------------- | ----------------------------------------------- | ----------------------------------------------- | ----------------------------------------------- | ----------------------------------------------- | ----------------------------------------------- | ----------------------------------------------- |

| Predecesor: 83001–84000 | Lista planetelor minore 84001–85000 Semnificații ale numelor: 84001–85000 | Succesor: 85001–86000 |